# Methylcyklohexan
Methylcyklohexan je organická sloučenina patřící mezi cykloalkany, se vzorcem CH3C6H11. Jedná se o bezbarvou kapalinu se slabým zápachem, používanou jako rozpouštědlo v korekčních kapalinách. Methylcyklohexan se při zpracovávání ropy mění na toluen.

## Výroba a použití
Methylcyklohexan lze získat hydrogenací toluenu:
CH3C6H5 + 3 H2 → CH3C6H11
Methylcyklohexan se, jako složka směsí, obvykle dehydrogenuje na toluen, čímž se zvyšuje oktanové číslo benzinu.

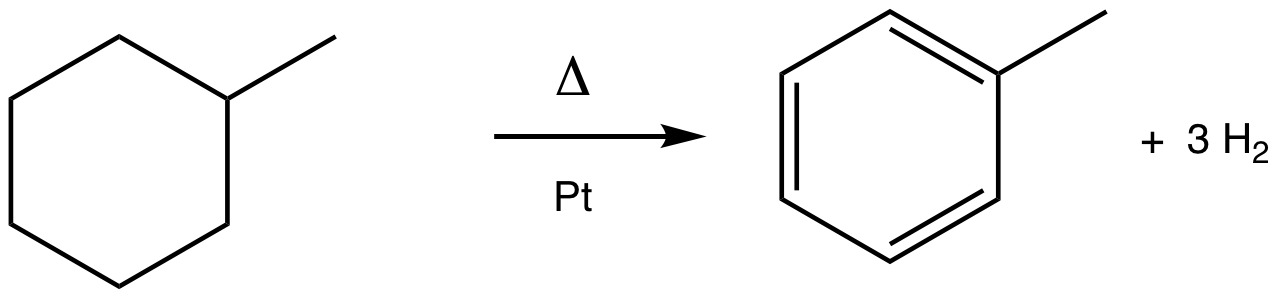
Přeměna methylcyklohexanu na toluen je názorným příkladem aromatizační reakce. Ta se provádí za katalýzy platinou (Pt) a slouží k upravování benzinu.

Jedná se rovněž o složku paliv do tryskových motorů.

### Rozpouštědlo
Methylcyklohexan se používá jako rozpouštědlo, vlastnostmi podobné jiným nasyceným uhlovodíkům, jako je heptan.

## Struktura
Molekula methylcyklohexanu se skládá z cyklohexanového kruhu, na který je navázána methylová funkční skupina. Podobně jako u ostatních cyklohexanů vytváří dvě židličkové konformace, které se neustále přeměňují jedna v druhou. Nejnižší energii má konformace, ve které zaujímá methyl ekvatoriální polohu a nejvyšší ta, kde je methyl v axiální poloze. Axiální methylová skupina je vystavena sterickému stínění vyvolanému tím, že axiální atomy vodíku se nacházejí na stejné straně kruhu (což se označuje jako 1,3-diaxiální interakce). Tyto interakce jsou dvě, přičemž každá z nich přispívá k celkové energii 7,61 kJ/mol. U ekvatoriální koncentrace se tyto interakce nevyskytují, ta je tak energeticky výhodnější.

## Bezpečnost
Methylcyklohexan je hořlavý a také vysoce toxický pro vodní organismy.